# 泰山企業
泰山企業股份有限公司（簡稱：泰山企業，臺證所：1218），台灣企業集團，主要以食品、飼料為主，擴及流通業、零售業等。總部位於彰化縣田中鎮，創立於1950年，創辦人為詹玉柱四兄弟。現任董事長劉偉龍。

## 發展簡史
1949年（民國38年），詹玉柱、詹金水、詹金南、詹木川等四兄弟在彰化縣田中鎮創辦益裕行，從事雜糧及豆餅批發。1950年10月26日，詹玉柱四兄弟在彰化縣員林鎮創辦益裕製油廠，接受政府委託，將美援黃豆加工製成食用油與豆餅，從事油脂、飼料的製造與銷售。1960年10月21日，詹玉柱四兄弟成立泰山油脂，詹玉柱之子詹仁道接任總經理。
1973年，泰山企業油脂廠與食品廠在彰化縣田中鎮動土建廠。泰山企業形成企業集團，進入食品飲料業。1984年，泰山企業以「傳統美食現代化」策略切入內銷市場。1988年，泰山企業與日本日光超商（Nikomart）技術合作創立福客多便利商店，泰山企業成為台灣食品業第一間取得食品GMP認證的廠商。1989年，泰山企業在臺灣證券交易所股票上市（臺證所：1218），董事長詹玉柱退休並被董事會推舉為名譽董事長，執行副董事長詹仁道升任董事長。1990年，泰山企業啟用企業識別系統，成立泰山文化基金會。1993年，泰山企業成為台灣食品業第一間獲得行政院國家品質獎的廠商，油脂廠、食品廠、飼料廠通過ISO 9002認證。
1996年，泰山企業至中國大陸昆山、漳州設廠。1999年，泰山企業投資全家便利商店。2001年，詹岳霖接任泰山企業總經理。2007年，詹仁道卸任泰山企業董事長，詹岳霖接任董事長；福客多便利商店被併入全家便利商店，結束品牌。2009年，泰山企業於廈門成立「廈門仙草南路商貿有限公司」，直營中國大陸甜品連鎖店「仙草南路」。
2016年，泰山企業大陸事業部門連續六年虧損，詹氏家族爆發內訌，並引發長達多年的泰山經營權之爭，直到2023年結束。
2018年3月12日，泰山企業跟手搖飲料品牌日出茶太、Come Buy、水巷茶弄異業合作成立茶飲料品牌「茶攤一條街」，在各大便利商店上市。

## 家族成員
- 第一代：詹玉柱、詹金水、詹金南、詹木川
- 第二代：詹仁道、詹仁智、詹仁華、詹仁信、詹信勇、詹信夫、詹信忠
- 第三代：詹岳霖、詹景超、詹晉嘉、詹鵬憲、詹逸宏、詹佩珊、詹舜淇、詹雅琳、詹皓鈞

## 旗下投資事業
- 泰山文化基金會
- 泰山企業（漳州）食品有限公司
- 泰山（泰國）食品有限公司
- 欽泰國際股份有限公司
- 喜威世流通股份有限公司

## 外部連結
- 泰山企業官網 （页面存档备份，存于）
- 泰山官方購物網站 （页面存档备份，存于）
- YouTube上的泰山企業頻道